# Rivalen und Rebellen
Rivalen und Rebellen a német Frei.Wild tizenkettedik stúdióalbuma. Duplaalbum, mely 2018. március 16-án jelent meg a Rookies & Kings kiadásában. Az album díszdobozos kiadása 6 bónuszdalt is tartalmaz a standard kiadáshoz képest.

## Zenei stílus
Az album dalai a zenekar stílusára korábban is jellemző tempójú és mondanivalójában is azonos német rock (Deutschrock) és hard rock műfajhoz tartoznak.

## Albumborító
Az album világos sárga hátterű borítóján egy koponya látható, alatta keresztbe tett karokkal, feltartott középső ujjakkal. A kép jobb felső sarkában fekete betűkkel a zenekar neve és az album címe olvasható, a 'Rivalen' és 'Rebellen' szavak mögött fehér háttérrel.

## Dallista
| CD 1 | CD 2 | CD 3 (A díszdoboz része) | LP (Bónusz) |
| --- | --- | --- | --- |
| 1. Zwischen allen Fronten - 4:13 2. Ich bin nicht heilig - 3:48 3. Diese Nacht will nicht meine Nacht sein - 3:44 4. Auf zum Schwur - 4:03 5. Weil kein Krieg für ewig ist - 3:46 6. Und ich war wieder da - 3:43 7. Nicht zu viel denken und einfach machen - 4:05 8. Geartete Künste hatten wir schon - 4:59 9. Herz schlägt Herz - 4:03 10. Rivalen und Rebellen - 3:45 11. Schau nach oben - 3:45 12. Von der Wiege bis zur Bar - 3:44 13. Unbrechbar - 4:33 | 1. Antiwillkommen - 3:27 2. Du kriegst nicht eine Sekunde zurück - 3:41 3. Es ist vorbei, es ist Geschichte - 4:14 4. Wir bringen alle um - 3:39 5. Für immer für ewig unendlich - 4:08 6. Es geht hier um mein Leben - 4:27 7. Auf ein nie wieder Wiedersehen - 3:59 8. Keine Angst vor Liebe - 3:58 9. In 8 Minuten um die Welt - 3:48 10. Schrei auf schrei laut - 4:03 11. Aus dem Film unserer Geschichte - 3:50 12. Fick dich und verpiss dich - 3:53 13. Wenn mein Licht erlischt - 4:28 14. Verbotene Liebe, verbotener Kuss (rejtett sáv) - 3:53 | 1. Hey ich lebe noch - 3:16 2. Volle Pulle in die Fresse dieser Zeit - 3:21 3. Betteln vs. Batteln - 3:33 4. Sie müssen es nicht wissen - 3:11 5. Völkerrecht - 3:34 6. Im Auftrag der Welt - 2:54 | 1. Vergangener Schmerz bricht kein gebrochenes Herz - 4:31 2. Wie Asche am Boden - 4:59 3. Sorgenleer - 5:15 4. Gutmensch ärgere dich nicht - 3:36 5. Sternenstaub - 4:27 6. Mimimuttersöhnchen - 4:05 7. Miss America - 3:42 8. Kein Zoll zurück - 4:36 9. Macht euch endlich alle platt - 3:23 |

## Közreműködők
- Philipp "Fips" Burger (ének, elektromos gitár)
- Christian "Föhre" Fohrer (dobok)
- Jochen "Zegga" Gargitter (elektromos basszusgitár)
- Jonas "Joy" Notdurfter (elektromos gitár)

## Fordítás
- Ez a szócikk részben vagy egészben  a   Rivalen und Rebellen című német Wikipédia-szócikk ezen változatának fordításán alapul.  Az eredeti cikk szerkesztőit annak laptörténete sorolja fel. Ez a jelzés csupán a megfogalmazás eredetét és a szerzői jogokat jelzi, nem szolgál a cikkben szereplő információk forrásmegjelöléseként.